# ЧунАн Ільбо
«ЧунАн», раніше відома як «ЧунАн Ільбо», (нова назва: кор. 중앙, англ. The JoongAng; стара назва: кор. 중앙일보, ханча: 	中央日報, англ. JoongAng Ilbo) — південнокорейська щоденна газета, що видається в Сеулі, Південна Корея. Вона є однією з трьох найбільших газет Південної Кореї та є газетою-рекордом у Південній Кореї. Газета також має англійське видання «Кореа ЧунАн Дейлі», яке публікує спільно з «Інтернешнл Нью-Йорк таймс». Її часто відносить до чебольської холдингової компанії JoongAng Group, оскільки компанія володіє різноманітними дочірніми компаніями, такими як телерадіомовна станція та продюсерська компанія JTBC, а також мережа кінотеатрів Megabox.

## Історія

Штаб-квартира «ЧунАн Ільбо»

Вперше газета була опублікована 22 вересня 1965 року Лі Бьон Чхолєм, засновником Samsung Group, який колись володів компанією Tongyang Broadcasting Company (TBC). У 1980 році «ЧунАн Ільбо» відмовилася від TBC, і TBC об’єдналася з KBS. «ЧунАн Ільбо» є піонером у Південній Кореї з використання горизонтального макета розміщення елементів на сторінках газети, тематичних розділів і спеціалізованих репортерів з групами журналістських розслідувань. З 15 квітня 1995 року «ЧунАн Ільбо» розміщує елементи на сторінці горизонтально і з того часу також стає ранковою газетою. У 1999 році «ЧунАн Ільбо» відокремилася від Samsung. Станом на 18 березня 2007 року виходило недільне видання під назвою «ЧунАн Сандей».
Газета вважається газетою-рекордом в Кореї.

## Англійське та міжнародні видання
«Korea JoongAng Daily» — це англомовна версія газети, яка є однією з трьох англомовних щоденних газет у Південній Кореї разом із «The Korea Times» і «The Korea Herald». Вона публікує в основному новини та статті від штатних репортерів, а також деякі статті, що перекладені з корейського видання газети. «Korea JoongAng Daily» зараз продається разом із «Інтернешнл Нью-Йорк таймс».
JoongAng Ilbo також видає видання в США з філіями від Торонто до Буенос-Айреса. Його материнська компанія Joongang Media Network (JMNet) володіє правами на публікацію корейських видань «Ньюсвік» і «Форбс», а також володіє 25% акцій кабельного телебачення JTBC.

## Критика
Деякі критики вважають «ЧунАн Ільбо» частиною Чочунтон (кор. 조중동, CJD), принизливий термін, який використовують при згадці трьох широко розповсюджених консервативних газет у Південній Кореї, включаючи «ЧунАн Ільбо». Це слово є абревіатурою газет «Чосон», «ЧунАн» і «Тона Ільбо», і ця група вважається основою консервативного ЗМІ у Південній Кореї. Термін почав використовувати редактор газети «Ханкьоре», Чон Йонджу (кор. 정연주), ще з жовтня 2000 року. Корейські ліберали критикують Чочунтон насамперед через їхню консервативно-упереджену редакційну позицію та ведення бізнесу за обумовленим і прихованим манером. Станом на 2010 рік частка ринку газет «Чосон», «ЧунАн» і «Тона Ільбо» становить 24,3%, 21,8% і 18,3% відповідно.

## Виноски
1. ↑  З метою збереження логічного сенсу при відтворенні абревіатури було використано запис Чочунтон, проте якщо враховувати вимову, то запис був би Чоджундон.